# Adolphe Goemaere
Adolphe Joseph Henri Goemaere (* 7. Mai 1895 in Saint-Josse-ten-Noode/Sint-Joost-ten-Node; † 12. September 1970 in Knokke-Heist) war ein belgischer Hockeyspieler, der bei Olympischen Spielen mit der belgischen Nationalmannschaft einmal den dritten und einmal den vierten Platz erreichte.

## Sportliche Karriere
Bei den Olympischen Spielen 1920 in Antwerpen wirkte Goemaere in allen drei Spielen der belgischen Mannschaft mit. Die belgische Mannschaft belegte den dritten Platz hinter den Briten und den Dänen.
Acht Jahre später war Adolphe Goemaere als Mittelfeldspieler im Aufgebot der belgischen Mannschaft bei den Olympischen Spielen 1928 in Amsterdam dabei. Die Belgier erreichten in der Vorrunde den zweiten Platz hinter der indischen Mannschaft und spielten gegen den Zweiten der anderen Gruppe um die Bronzemedaille. Dieses Spiel gewannen die Deutschen mit 3:0. Goemaere kam nur im Spiel um den dritten Platz zum Einsatz.